# Коппелл, Стив
Сти́вен Джеймс «Стив» Ко́ппелл (англ. Stephen James "Steve" Coppell; род. 9 июля 1955 года в Ливерпуле, Англия) — английский футболист и футбольный тренер. В бытность игроком выступал за позиции правого вингера и отличался высокой скоростью и работоспособностью. Наибольшую известность получил, выступая за английский клуб «Манчестер Юнайтед» и сборную Англии. Принимал участие в чемпионате мира 1982 года. Досрочно завершил карьеру игрока с связи с серьёзной травмой колена в возрасте 28 лет, после чего стал футбольным тренером.
Он тренировал «Кристал Пэлас», «Брайтон энд Хоув Альбион» и «Брентфорд», а также вывел «Рединг» в Премьер-лигу впервые в истории клуба в 2006 году. Именно он обнаружил талант таких футболистов как Иан Райт и Кевин Дойл, которые из никому не известных новичков стали игроками международного масштаба.
Коппелл имеет диплом Ливерпульского университета, полученный им во время выступлений за «Манчестер Юнайтед».
С 1982 по 1983 год Стив Коппелл был председателем Профессиональной футбольной ассоциации — профсоюза британских футболистов.
22 апреля 2010 года Стив был представлен в должности нового менеджера «Бристоль Сити». 11 августа того же года Коппелл подал в отставку с поста наставника «Сити» и объявил о завершении своей тренерской карьеры.

## Футбольная карьера

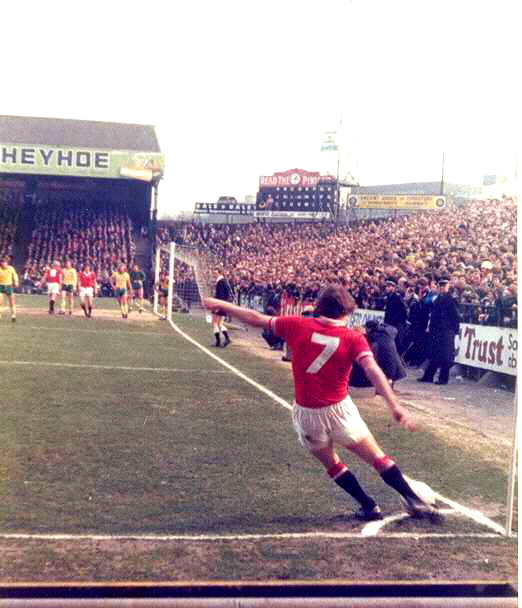
Коппелл подаёт угловой на «Карроу Роуд», 1979 год

### Начало карьеры
В 11-летнем возрасте Стив пошёл в среднюю школу Куоррибенк в Южном Ливерпуле, в которой ранее учились музыкант Джон Леннон и футболист Джо Ройл. На один класс старше Стива в школе учились будущий режиссёр Клайв Баркер, будущий актёр Лес Деннис и Брайан Барвик, исполнительный директор ФА с января 2005 года.
В юности Коппелл был быстрым, резким, креативным футболистом. К нему проявили интерес некоторые ведущие клубы, но он предпочёл перейти в скромный мерсисайдский клуб «Транмир Роверс», так как хотел получить диплом по истории экономики в местном Университете Ливерпуля.
К 1974 году Коппелл одновременно играл за «Транмир Роверс», учился в Университете и тренировал университетскую футбольную команду.  В 1975 году английский «Манчестер Юнайтед» сделал предложение в размере 60 000 фунтов за его переход на «Олд Траффорд». Стиву была предложено удвоение его текущей зарплаты и он согласился на переход, заключив контракт с манкунианским клубом.
Коппел продолжал своё обучение, параллельно играя за «Манчестер Юнайтед», который после годового отсутствия снова выступал в Первом Дивизионе. Дебют Стива за новый клуб состоялся 1 марта 1975 года в мачте против «Кардифф Сити», когда Коппелл вышел на замену. «Юнайтед» выиграл матч со счётом 4:0. Всего в своём первом сезоне Стив сыграл 10 матчей и забил один гол.
Уже в следующем сезоне Коппелл сыграл в 39 матчах и забил 10 голов, один из которых — на «Энфилде» в ворота «Ливерпуля», за который Стив болел в детстве. В том же сезоне Коппелл добился успехов с молодёжной сборной Англии до 23 лет.
Молодая и перспективная команда «Юнайтед» под руководством Томми Дохерти уверенно выступала в Первом Дивизионе и дошла до финала Кубка Англии 1976 года, в котором встречалась с клубом Второго Дивизиона «Саутгемптоном». Молодая манкунианская команда уступила более опытным «святошам» со счётом 1:0. Коппелл нанёс первый удар по воротам соперника, пробив с 23 метров во вратаря «Саутгемптона».
Позднее Коппелл сказал: «В тот момент я не сильно расстроился, так как был счастлив просто сыграть в финале Кубка Англии. Лишь потом я осознал, что это мог быть мой единственный шанс выиграть его. Но в следующем сезоне я получил ещё один шанс.»
В 1977 году «Манчестер Юнайтед» снова добрался до финала Кубка Англии. На этот раз им противостоял «Ливерпуль», который боролся за «требл»: победу в Первом Дивизионе, Кубке Англии и Кубке европейских чемпионов. Но в этом матче сильнее был «Юнайтед», который победил со счётом 2:1. Коппелл был одним из девяти футболистов, которые уступили в финале Кубка 1976 года и смогли завоевать его всего год спустя.

### Приглашение в сборную, пик карьеры
Позднее в 1977 году Коппелл получил вызов в сборную Англии на последнюю отборочную игру к чемпионату мира 1978 года против Италии на «Уэмбли». Коппелл сыграл в матче, который Англия выиграла со счётом 2:0, но сборная потеряла слишком много очков в предыдущих играх и не попала на чемпионат мира. Новый тренер сборной Англии Рон Гринвуд доверял Коппеллу, вызвав его на ряд товарищеских матчей в 1978 году, в одном из которых Стив забил свой первый гол за сборную — в победном матче против Шотландии на «Хэмпден Парк».
В следующем году Коппелл стабильно играл основе клуба и сборной Англии, забив за сборную голы Чехословакии и Северной Ирландии и забивая за «Юнайтед», который вновь достиг финала Кубка Англии в 1979 году. В этом сезоне Коппелл не пропустил ни одной игры за клуб.
Соперником по финалу Кубка Англии был лондонский «Арсенал», уступивший этот трофей в прошлом году «Ипсвичу». «Канониры» вели после первого тайма со счётом 2:0 и удерживали лидерство по ходу почти всего матча. За 4 минуты до конца встречи Коппелл пробил штрафной, мяч отскочил от Джо Джордана к защитнику «Юнайтед» Гордону Маккуину, который вколотил мяч в сетку ворот соперника. Воодушевлённые манкунианцы пошли на решающий штурм и две минуты спустя, когда игроки «Арсенала» не смогли нормально вынести мяч от ворот, Коппелл сделал потрясающий навес на Сэмми Макилроя, который принял мяч, обыграл двух защитников и сравнял счёт в матче — 2:2. За минуту до конца основного времени, когда, казалось, командам предстоит овертайм, нападающий «Арсенала» Алан Сандерленд забил победный для своей команды гол в ворота «Юнайтед». «Арсенал» выиграл со счётом 3:2 и завоевал Кубок Англии, а Коппелл во второй раз уступил в финале этого турнира.
Неделю спустя на том же «Уэмбли» Коппеллу повезло больше: он забил гол и сделал голевую передачу в матче Англии против Шотландии, который англичане выиграли со счётом 3:1. Следующие два года он продолжал стабильно выступать за сборную и за «Юнайтед». Он вновь отличился в матче с Шотландией в 1980 году на «Хэмпден Парк». На Евро 1980 Коппелл сыграл в первых двух групповых матчах, но Англия так и не смогла выйти из группы.

### Травма
Трагический поворот в карьере Коппелла произошёл во время важного отборочного матча на чемпионат мира 1982 года против сборной Венгрии. Стив получил страшный удар в колено, позднее описав его так: «это было похоже на то, что кто-то заложил фейерверк в моё колено и он взорвался». Коппелл был прооперирован, колено было восстановлено и Стив продолжил играть.
К началу чемпионата мира в Испании Коппелл восстановился от травмы и сыграл во всех трёх групповых матчах, а затем в матче второго раунда против Западной Германии. После следующего матча Англия вылетела из турнира, а Коппелл перенёс вторую операцию на колене.
Он продолжал, как мог, играть за «Манчестер Юнайтед» после травмы, сыграв в 36 матчах в сезоне 1982/83 и в 29 матчах в сезоне 1983/84, а также в двух матчах за сборную после чемпионата мира (в одном из них, против Люксембурга он забил гол, а Англия выиграла со счётом 9:0).
Коппелл сыграл в финале Кубка Лиги 1983 года, в котором «Юнайтед» уступил «Ливерпулю» со счётом 2:1. Но в финале Кубка Англии того же года Стив участия не принял из-за рецидива травмы колена. «Юнайтед» сыграл вничью с «Брайтон энд Хоув Альбион» со счётом 2:2, а в переигровке выиграл со счётом 4:0, в пятый раз в своей истории завоевав Кубок Англии.
Стив перенёс ещё одну операцию, но безрезультатно, и в октябре 1983 года объявил о своём решении завершить карьеру в возрасте 28 лет. Он установил клубный рекорд по наибольшему количеству беспрерывных матчей в составе «Манчестер Юнайтед» — 207 матчей с 1977 по 1981 год — этот рекорд всё ещё не побит. Всего за клуб из Манчестера Коппел провёл 396 матча и забил 70 голов; за сборную Англии он провёл 42 матча и забил 7 голов.

## Достижения в качестве игрока
Манчестер Юнайтед
- Чемпион Второго дивизиона: 1974/75
- Обладатель Кубка Англии: 1977
- Обладатель Суперкубка Англии (разделённого): 1977

## Достижения в качестве тренера
Кристал Пэлас
- Финалист Кубка Англии: 1990
- Победитель плей-офф Первого дивизиона Футбольной лиги (2): 1989, 1997
- Обладатель Кубка полноправных членов: 1991

 Рединг
- Победитель Чемпионата Футбольной лиги: 2005/06

## Статистика выступлений
| Клуб              | Сезон            | Лига | Лига | Кубки | Кубки | Еврокубки | Еврокубки | Прочие | Прочие | Итого | Итого |
| Клуб              | Сезон            | Игры | Голы | Игры  | Голы  | Игры      | Голы      | Игры   | Голы   | Игры  | Голы  |
| ----------------- | ---------------- | ---- | ---- | ----- | ----- | --------- | --------- | ------ | ------ | ----- | ----- |
| Транмир Роверс    | 1973/74          | 9    | 0    | 0     | 0     | -         | -         | 0      | 0      | 9     | 0     |
| Транмир Роверс    | 1974/75          | 29   | 10   | 7     | 1     | -         | -         | 0      | 0      | 36    | 11    |
| Транмир Роверс    | Итого            | 38   | 10   | 7     | 1     | 0         | 0         | 0      | 0      | 45    | 11    |
| Манчестер Юнайтед | 1974/75          | 10   | 1    | 0     | 0     | -         | -         | 0      | 0      | 10    | 1     |
| Манчестер Юнайтед | 1975/76          | 39   | 4    | 10    | 1     | 0         | 0         | 0      | 0      | 49    | 5     |
| Манчестер Юнайтед | 1976/77          | 40   | 6    | 12    | 2     | 4         | 0         | 0      | 0      | 56    | 8     |
| Манчестер Юнайтед | 1977/78          | 42   | 5    | 5     | 1     | 4         | 3         | 1      | 0      | 52    | 9     |
| Манчестер Юнайтед | 1978/79          | 42   | 11   | 11    | 1     | 0         | 0         | 0      | 0      | 53    | 12    |
| Манчестер Юнайтед | 1979/80          | 42   | 8    | 4     | 1     | 0         | 0         | 0      | 0      | 46    | 9     |
| Манчестер Юнайтед | 1980/81          | 42   | 6    | 5     | 0     | 2         | 0         | 0      | 0      | 49    | 6     |
| Манчестер Юнайтед | 1981/82          | 36   | 9    | 2     | 0     | 0         | 0         | 0      | 0      | 38    | 9     |
| Манчестер Юнайтед | 1982/83          | 29   | 4    | 12    | 7     | 2         | 0         | 0      | 0      | 43    | 11    |
| Манчестер Юнайтед | 1983/84          | 0    | 0    | 0     | 0     | 0         | 0         | 0      | 0      | 0     | 0     |
| Манчестер Юнайтед | Итого            | 322  | 54   | 61    | 13    | 12        | 3         | 1      | 0      | 396   | 70    |
| Всего за карьеру  | Всего за карьеру | 360  | 64   | 68    | 14    | 12        | 3         | 1      | 0      | 441   | 81    |

## Тренерская статистика
| Команда                  | Страна      | Начало работы   | Завершение работы | Показатели | Показатели | Показатели | Показатели | Показатели |
| Команда                  | Страна      | Начало работы   | Завершение работы | И          | В          | П          | Н          | % побед    |
| ------------------------ | ----------- | --------------- | ----------------- | ---------- | ---------- | ---------- | ---------- | ---------- |
| Кристал Пэлас            | Флаг Англии | 3 июня 1984     | 17 мая 1993       | 442        | 179        | 150        | 113        | 40,49      |
| Кристал Пэлас            | Флаг Англии | 8 июня 1995     | 8 февраля 1996    | 32         | 9          | 9          | 14         | 28,12      |
| Манчестер Сити           | Флаг Англии | 6 октября 1996  | 8 ноября 1996     | 6          | 2          | 3          | 1          | 33,33      |
| Кристал Пэлас            | Флаг Англии | 28 февраля 1997 | 13 марта 1998     | 51         | 16         | 22         | 13         | 31,37      |
| Кристал Пэлас            | Флаг Англии | 15 января 1999  | 1 августа 2000    | 40         | 17         | 17         | 6          | 42,50      |
| Брентфорд                | Флаг Англии | 8 мая 2001      | 5 июня 2002       | 54         | 27         | 15         | 12         | 47,36      |
| Брайтон энд Хоув Альбион | Флаг Англии | 7 октября 2002  | 9 октября 2003    | 49         | 18         | 17         | 14         | 36,73      |
| Рединг                   | Флаг Англии | 9 октября 2003  | 12 мая 2009       | 281        | 125        | 68         | 88         | 44,58      |
| Бристоль Сити            | Флаг Англии | 22 апреля 2010  | 12 августа 2010   | 2          | 0          | 0          | 2          | 0,00       |

- Тренерская статистика Коппела